# Skaramangas Shipyards
Skaramangas Shipyards S.A., раніше відомий як Hellenic Shipyards — найбільший суднобудівний завод в Греції та Середземноморському регіоні в цілому, розташований в містечку Скарамангас в муніципалітеті Хаїдарі, за 20 км на північний захід від Афін на узбережжі Елефсинської затоки.

## Історія
Сучасна компанія Hellenic Shipyards своєю історією сягає Королівської грецької військово-морської корабельні, створеної з метою створення лінкорів в 1937 році. Незважаючи на великі інвестиції і замовлення на 12 есмінців, а також підводні човни, робота підприємства припинилась із окупацією Греції в роки Другої світової війни. 1944 року промислові об'єкти були цілком знищені в результаті бомбардувань союзників.
Робота підприємства була відновлена 1957 року, коли грецький магнат судновласник Ставрос Ніархос придбав зруйнований завод, перебудував і розширев існуючі промислові об'єкт. З тих пір компанія побудувала велику кількість судів, як цивільних, так і військових. Серед останніх розроблені грецькими інженерами-конструкторами швидкі патрульні катери і канонерські човни (класів Пірполітіс та Махітіс), а також розроблені іноземними фахівцями фрегати, швидкісні ракетні катери, підводні човни тощо.
Підрозділ компанії брав участь у виробництві обладнання та устаткування, в тому числі спеціалізованих конструкцій для грецької промисловості, структур і платформ для морського буріння, вантажних кранів тощо. 1986 року стало до ладу спеціалізоване підприємство для масового виробництва різних типів вагонів (дизельних та електричних), залізничних вагонів (пасажирських і вантажних) та локомотивів, в основному німецької конструкції.
2002 року компанію Hellenic Shipyards придбала німецька група інвесторів Howaldtswerke-Deutsche Werft. Сама Howaldtswerke-Deutsche Werft — дочірнє підприємство німецької ThyssenKrupp Marine Systems. Тим не менш фінансово-економічна криза в Європейському союзі та Греції зокрема призвела до зниження виробництва компанії. Кількість працівників скорочена до 1 300 у 2009 році після серйозних економічних проблем.
1 березня 2010 року було досягнуто домовленості про продаж 75,1% компанії Hellenic Shipyards до компанії Abu Dhabi Mar (холдинг  Privinvest Group), Об'єднані Арабські Емірати
У 2010 році Hellenic Shipyards перейшла у володіння холдингу  Privinvest Group, яким володів франко-ліванець Іскандер Сафа. У 2013 р почались низка судів між Грецією та Іскандером Сафа у фінансових суперечках  щодо Hellenic Shipyards. Греція поставила компанію під судовий нагляд і призначила керуючого з метою її продажу .
12 квітня 2023 року завершилася передача 100% компанії Hellenic Shipyards до компанії Milina Enterprises Company Limited, що належить Георгію Прокопіу.. Компанія отримала назву Skaramangas Shipyards.

## Човни Hellenic Shipyards
- La Combattante IIIb
- Gunboats Class HSY-55
- Gunboats Class Osprey HSY-56A
- Meko-200HN (під ліцензією батьківської компанії Howaldtswerke-Deutsche Werft)
- Type 214 submarine (під ліцензією батьківської компанії Howaldtswerke-Deutsche Werft)